# Ананино (Кичменгско-Городецкий район)
Ананино — деревня в Кичменгско-Городецком районе Вологодской области.
Входит в состав Городецкого сельского поселения, с точки зрения административно-территориального деления — в Городецкий сельсовет.
Расстояние до районного центра Кичменгского Городка по автодороге составляет 1 км. Ближайшие населённые пункты — Кичменгский Городок, Коряково, Городище.
Население по данным переписи 2002 года — 457 человек (215 мужчин, 242 женщины). Преобладающая национальность — русские (97 %).